# Melanostigma vitiazi
Melanostigma vitiazi es una especie de pez de la familia de los Zoarcidae en el orden de los perciformes.

## Morfología
Los machos pueden llegar a alcanzar los 17 cm de longitud total.

## Hábitat
Es un pez de mar y de aguas profundas que vive entre 0-890 m de profundidad.

## Distribución geográfica
Se encuentran en las Islas Crozet, Indonesia, las Islas Kerguelen y Nueva Zelanda.

## Observaciones
Es inofensivo para los humanos. 